# Station Marke
Station Marke is een voormalig spoorwegstation in Marke, een deelgemeente van de stad Kortrijk. Het lag aan spoorlijn 75, die Gent-Sint-Pieters met de Frans-Belgische grens en verder met de Franse stad Rijsel verbindt. Het station lag aan het Koekuitplein in Marke.

## Aantal instappende reizigers
De grafiek geeft het gemiddeld aantal instappende reizigers weer op een week-, zater- en zondag.
| Tabel: aantal instappende reizigers station Marke | Tabel: aantal instappende reizigers station Marke | Tabel: aantal instappende reizigers station Marke | Tabel: aantal instappende reizigers station Marke |
|                                                   | Weekdag                                           | Zaterdag                                          | Zondag                                            |
| ------------------------------------------------- | ------------------------------------------------- | ------------------------------------------------- | ------------------------------------------------- |
| 1977                                              | 67                                                | 5                                                 | 19                                                |
| 1978                                              | 38                                                | 4                                                 | 11                                                |
| 1979                                              | 59                                                | 7                                                 | 8                                                 |
| 1980                                              | 45                                                | 9                                                 | 4                                                 |
| 1981                                              | 79                                                | 11                                                | 8                                                 |
| 1982                                              | 78                                                | 15                                                | 20                                                |
| 1983                                              | 67                                                | 6                                                 | 9                                                 |

0: Gent-Sint-Pieters ·
3,7: Sint-Denijs-Westrem ·
5,0: Hemelrijk ·
6,1: De Pinte ·
9,0: Broekstraat ·
9,8: Deurle ·
12,1: Muizenhol ·
13,1: Beekstraat ·
13,8: Astene ·
15,1: Deinze ·
19,0: Machelen ·
22,0: Olsene ·
24,4: Zulte ·
27,3: Waregem ·
31,8: Desselgem ·
33,9: Beveren-Leie ·
36,1: Harelbeke ·
41,4: Kortrijk ·
42,2: Kortrijk-Vorming ·
43,9: Marke ·
46,5: Lauwe ·
49,8: Aalbeke ·
53,8: Moeskroen
Aalbeke ·
Bissegem ·
Heule ·
Heule-Leiaarde ·
Kortrijk ·
Kortrijk-Luipaardbrug ·
Kortrijk-Vorming ·
Kortrijk-West ·
Kortrijk-Weide ·
Marke ·
Sint-Katerine